# Азизов, Энглен Атакузиевич
Энглен Атакузиевич Азизов (18 ноября 1936 — 17 декабря 2015) — российский учёный в области электрофизики и физики плазмы, заместитель руководителя Курчатовского ядерно-технологического комплекса по физике токамаков, доктор физико-математических наук, профессор, лауреат Государственной премии СССР (1981).
Родился 18 ноября 1936 г. в Ташкенте в семье учёного-филолога, члена-корреспондента Академии педагогических наук СССР Атакузи Азизова (1910—2005). Окончил физико-математический факультет Среднеазиатского государственного университета (1959).
Был направлен на работу в Институт ядерной физики АН УзССР, научная тема — изучение мощных разрядов в продольном магнитном поле.
В 1961 г. поступил в аспирантуру Института атомной энергии, Отделение физики плазмы. После защиты кандидатской диссертации с 1967 г. работал в Институте атомной энергии им. И. В. Курчатова в отделе академика М. Д. Миллионщикова.
С 1975 г. в ЦКБ «Алмаз»: начальник отдела, затем заместитель главного конструктора по созданию крупных лазерных комплексов.
В 1977 г. работал в Троицком филиале ИАЭ, где создал Отдел импульсной энергетики.
В 2009 г. назначен директором Института физики токамаков НИЦ «Курчатовский институт», возглавил работы по созданию токамака Т-15 ─ первого в России с дивертором и мощными системами дополнительного нагрева, управления параметрами плазмы. Заместитель руководителя Курчатовского ядерно-технологического комплекса по физике токамаков.
Под его руководством созданы комплекс «Трек» с системой питания на основе ударного генератора постоянного тока ТП-8000 и 30-МДж-секционированного индуктивного накопителя с мощной системой коммутации для испытания многоканальных лазерных комплексов и экспериментальный комплекс токамака с сильным полем (ТСП) и адиабатическим сжатием плазменного шнура.
Доктор физико-математических наук (1980), профессор (1987). Лауреат Государственной премии СССР (1981 — за цикл работ по физике сильноточных излучающих разрядов) и Премии Правительства РФ в области науки и техники (2009 — за работу «Комплекс научно-исследовательских и опытно-конструкторских работ по сооружению уникальной сферической термоядерной установки Глобус-М и создание в России научной и технологической базы для разработки токамаков с предельно высоким относительным давлением плазмы»). Заслуженный деятель науки Российской Федерации (2003).
Умер 17 декабря 2015 г. после тяжёлой и продолжительной болезни.